# Sòfanes
Sòfanes (grec antic: Σωφάνης, llatí: Sophanes) fou un militar atenès nadiu del dem de Decèlia.
En la guerra entre Atenes i Egina, just abans de la invasió persa l'any 490 aC, va matar en combat singular l'argiu Euríbates, que abans havia matat tres atenencs en altres combats. A la batalla de Platea (479 aC) es va destacar pel seu valor sobre tots els seus paisans. L'any 465 aC es va unir a Leagre en el comandament de deu mil atenesos que van assajar de colonitzar Amfípolis, i va morir a Dàton en una batalla contra els edons, nadius de la zona. Heròdot explica una anècdota que no considera creïble: durant la batalla, Sòfanes portava una àncora de ferro que havia lligat al seu cinturó, i la clavava a terra per detenir l'avenç dels enemics. Segons una altra versió, l'àncora la portava a l'escut i la feia girar per defensar-se. Tucídides i Pausànias també l'esmenten.